# Twierdzenie Dijkstry o trójkątach
Twierdzenie Dijkstry o trójkątach – twierdzenie określające związek między kątami i bokami w trójkącie. Sformułowane przez Edsgera Dijkstrę w okólniku EWD975 z 1986 roku.
W epilogu okólnika autor pisze: „Znajduję się w paradoksalnej sytuacji. Jestem przekonany, że spośród osób znających twierdzenie Pitagorasa, niemal nikt nie jest w stanie przeczytać powyższego nie zaskoczywszy się choć raz. Co więcej, uważam te wszystkie zaskoczenia za istotne (ponieważ świadczą o ich [roli w] kształceniu rozumowania). Mimo to nie znam żadnego szanowanego periodyku, w którym mógłbym podjąć ten daremny trud”, przy czym ostatnie sformułowanie odnosi się do pozornie bezowocnego zajmowania się twierdzeniem Pitagorasa.

## Twierdzenie
Jeżeli w dowolnym trójkącie naprzeciw boków długości {\displaystyle a,b} i {\displaystyle c} znajdują się odpowiednio kąty {\displaystyle \alpha ,\beta ,\gamma ,} to zachodzi równość:
{\displaystyle \operatorname {sgn}(\alpha +\beta -\gamma )=\operatorname {sgn}(a^{2}+b^{2}-c^{2}),}
gdzie {\displaystyle \operatorname {sgn} } oznacza funkcję signum.

### Dowód
Jest to trywialny wniosek z twierdzenia cosinusów:
{\displaystyle \operatorname {sgn}(a^{2}+b^{2}-c^{2})=\operatorname {sgn}(a^{2}+b^{2}-a^{2}-b^{2}+2ab\cos \gamma )=\operatorname {sgn}(2ab\cos \gamma )=\operatorname {sgn}(\cos \gamma ),}
z drugiej strony
{\displaystyle \operatorname {sgn}(\alpha +\beta -\gamma )=\operatorname {sgn}(\alpha +\beta +\gamma -2\gamma )=\operatorname {sgn}(180^{\circ }-2\gamma )=\operatorname {sgn}(90^{\circ }-\gamma ).}
Równość znaków wyrażeń
{\displaystyle \cos \gamma ,\quad 90^{\circ }-\gamma }
wynika natomiast z własności funkcji {\displaystyle \cos }.